# جاوان (الهند)

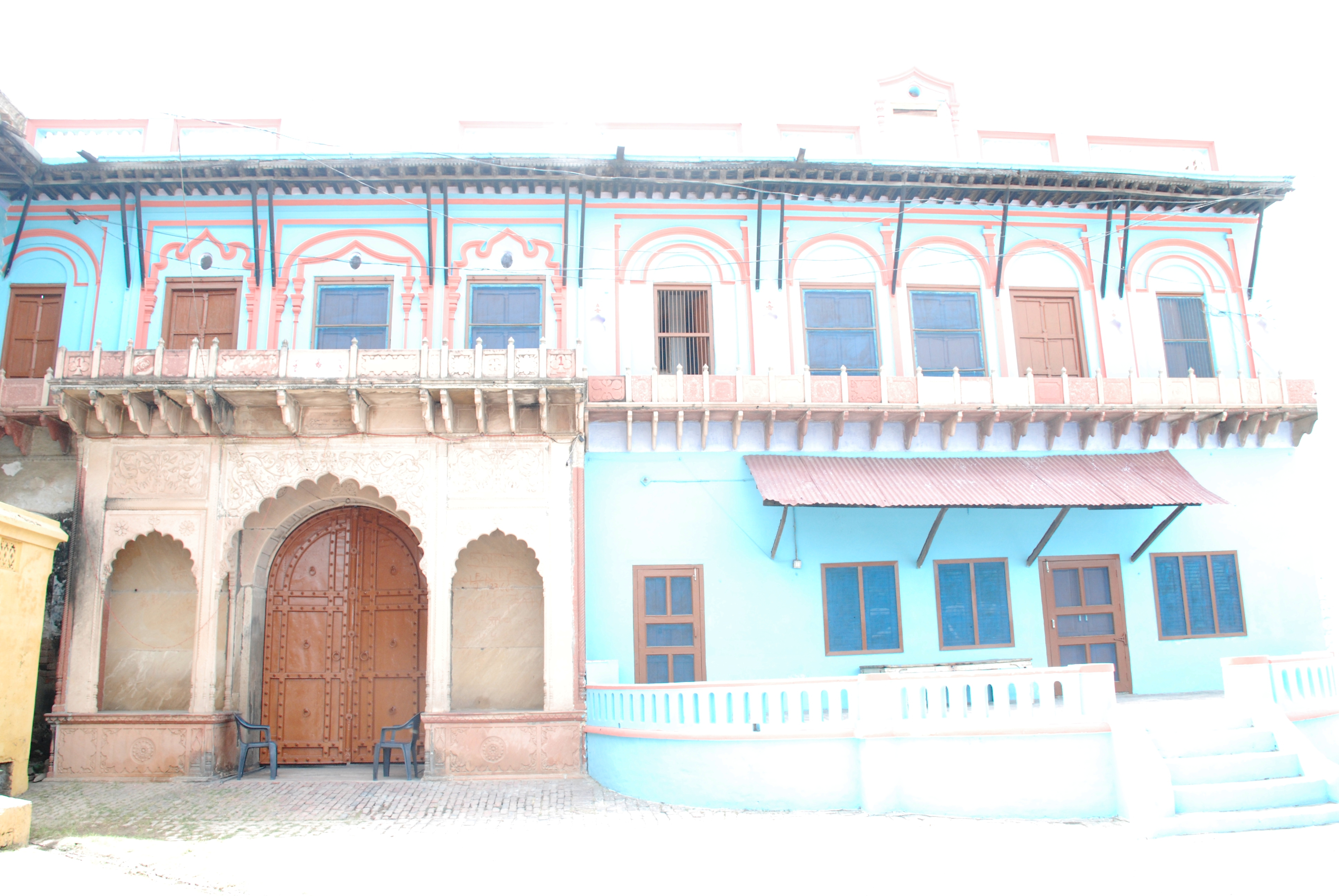
قصر أغراوال (ناكي والي كوثي)

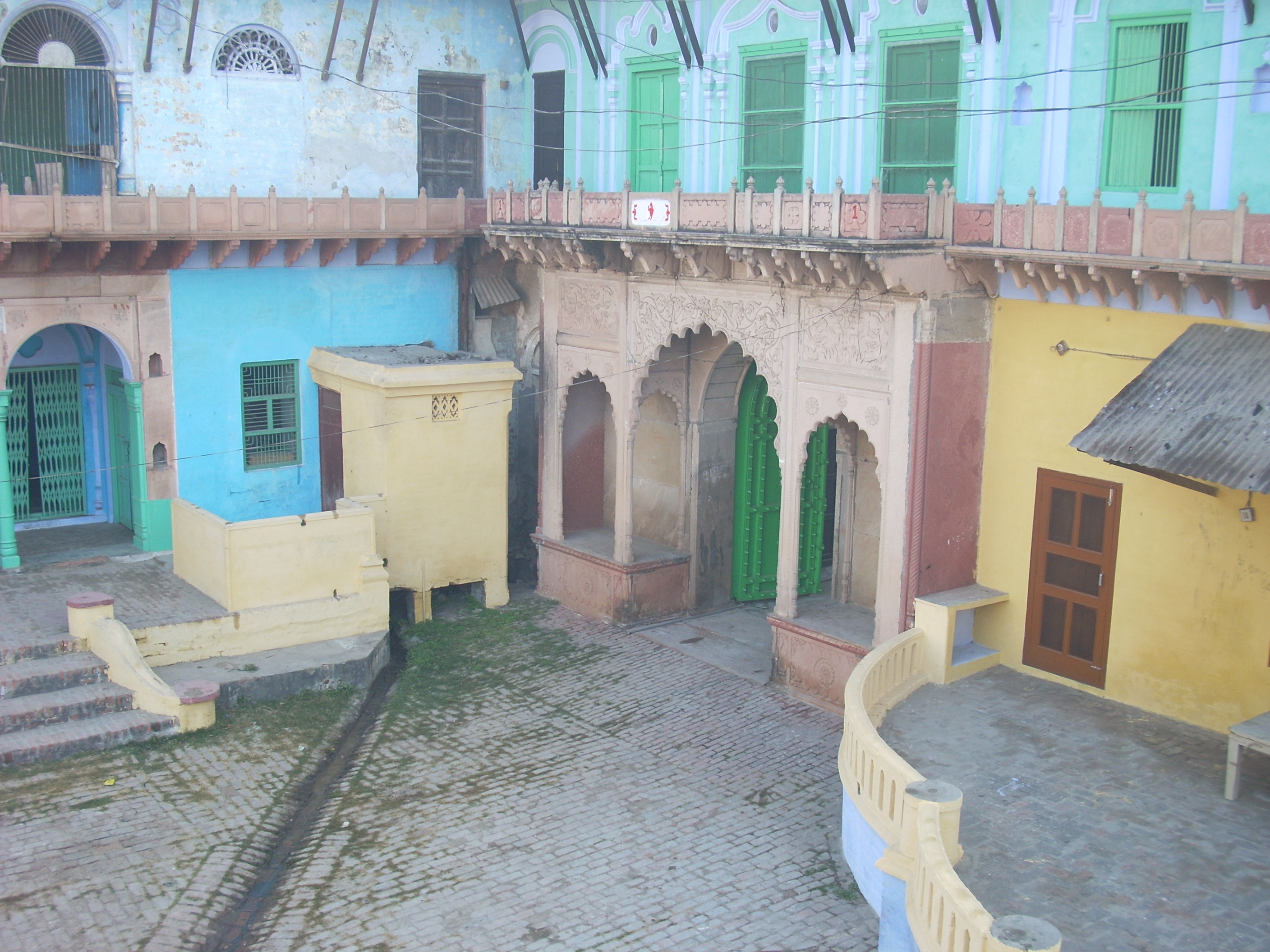
منظر آخر لقصر أغراوال

جاوان (بالإنجليزية: Gawan) هي مدينة ومركز حضري في منطقة سامبال التابعة لولاية أوتر برديش، الهند. تشتهر هذه المدينة بامتلاكها لـقصر مقدس يُعرف باسم هاري بابا بانده يقع بالقرب من نهر الغانج. حسب ما ورد في التاريخ، كان هذا القصر من الممتلكات الملكية ومقرًا لسلالتي آجراوال وسينغ.

## جغرافيًا
تقع جاوان عند إحداثيات 28°26' شمالاً و 78°21' شرقاً. كما يبلغ متوسط ارتفاعها حوالي 193 مترًا (633 قدمًا) عن مستوى سطح البحر.

## التركيبة السكانية
وفقًا لتعداد الهند الصادر عام 2011، بلغ عدد سكان جاوان 9568 نسمة. يمثل الذكور 53٪ من السكان بينما تمثل الإناث 47٪. يبلغ متوسط نسبة المتعلمين في جاوان 42٪، وهو أقل من المتوسط الوطني البالغ 59.5٪: يبلغ عدد الأشخاص دون سن 6 سنوات 19٪ من إجمالي السكان.